# Andreu Vivó i Tomàs
Andreu Vivó i Tomàs (Barcelona, 3 de febrer de 1978 - Turó de Collbaix, Sant Joan de Vilatorrada, 31 de desembre de 2012) fou un gimnasta olímpic català.
Va iniciar la seva carrera als 7 anys participant en esdeveniments de gimnàstica, i als 11 anys va assolir el seu primer títol. Va participar amb l'equip espanyol als jocs olímpics de Sydney 2000, on va quedar en desè lloc a les paral·leles i per equips, i va guanyar quatre medalles entre els Jocs del Mediterrani de Tunis 2001 i els Jocs del Mediterrani d'Almeria 2005. A Tunísia, hi va obtenir la plata en paral·leles i barra fixa, i el bronze en el concurs d'homes per equips, i a Almeria, l'or en el concurs d'homes per equips. També va participar en el campionat d'Europa d'Amsterdam 2007, l'indoor europeu de Debrecen 2005, i el campionat del món de Melbourne 2005.
Vivó, que residia a Manresa, va començar a trobar-se malament quan estava amb un amic fent esport de muntanya al turó de Collbaix, a Sant Joan de Vilatorrada, i finalment va patir una aturada respiratòria i va morir el 31 de desembre de 2012 a la 1:00 de la nit.